# Леонід Лужницький
Леонід Лужницький (25 квітня 1869, с. Сороцьке — 16 жовтня 1951, поселення Гекстернюхт, Вестфалія, Німеччина) — український релігійний діяч, педагог, публіцист. Батько Григорія Лужницького. Професор, почесний крилошанин Львівської митрополичої капітули.

## Біографія
Народився в с. Сороцьке Скалатського повіту (нині Теребовлянського району Тернопільської області) у сім'ї греко-католицького священника о. Миколи Лужницького та його дружини Юлії з Рейтеровських.
У 1887 році закінчив Першу тернопільську гімназію. Студіював богослов'я у Львівському та Віденському університетах (1889–1891). Крім богослов'я цікавився історією, зокрема історією української літератури. Тому навчаючись у Львівському університеті відвідував лекції о. проф. Омеляна Огоновського, а у Відні ходив на виклади професора історії Макса Бідінґера.
У 1893 році отримав священиче рукоположення. Працював катехитом народної школи в Тернополі; від 1904 року — у Львові: викладач академічної гімназії, від 1921 року — духовної семінарії, від 1929 року — богословської академії.
Засновник Богословського наукового товариства, від 1930 — голова його історично-правничої секції. Член культурних і релігійних організацій, голова «Товариства катехитів».
1944 року емігрував до Австрії, згодом у Німеччину. У 1947–1950 роках проживав у м. Білефельд (Північний Рейн-Вестфалія).
Помер 16 жовтня 1951 року в поселенні Гекстернюхт.

## Публікації
Автор книг:
- «Нарис історії церкви в оповіданнях» (1898),
- «Малий катехизм на основі церковного року» (1921),
- «Догматика Католицької Церкви» (1924),
- «Християнсько-католицька етика» (1927, 1948),
- «Дозвольте дітям прийти до мене» (1–2 тт., кілька перевидань)

та ін., статей у часописах «Нива», «Мета», квартальнику «Богословія» та ін. Підготував до друку книгу «Історія Католицької Церкви».